# Shani Davis
Shani Earl Davis, född 13 augusti 1982 i Chicago, är en amerikansk skridskoåkare.
Vid OS i Turin 2006 tog Davis guldet på 1000 meter och silvret på 1500 meter. Vid OS i Vancouver 2010 tog han guldmedaljen på 1000 meter. 
I februari 2005 vann Davis allround-VM i Moskva. Samma år mottog han Oscar Mathisens pris. År 2009 vann Davis sprint-VM i Moskva 2009 och blev därmed den andra manliga åkaren genom tiderna som blivit världsmästare i både allround och sprint. Han har totalt satt 8 världsrekord , varav 3 fortfarande gäller.